# الكابتن مارلو
كابيتان مارلو هو مسلسل تلفزيوني فرنسي ، تم إنشاؤه بواسطة ايلسا ماربو ويتم بثه منذ ذلك الحين15 سبتومبر 2015الحلقات من إخراج خوسيه ديان .
هذا المسلسل مقتبس من الفيلم التلفزيوني المكون من جزأين بين الرياح و البحر، من إخراج جوزي دايان وتم بثه على قناة فرنسا 3 في ديسمبر  2014، والذي تظهر فيه شخصية كابتن جوندارم مارلو - الذي تلعب دوره الممثلة كورين . ماسييرو - ليست دبلوماسية للغاية وماهرة في الفكاهة السوداء  ، التي لا تنفصل أبدًا عن شابكا لها  ، والتي لديها ولع معين بالبيرة وتلعب على كلماتها وكذلك كلمات محاوريها. في هذه الحلقات التجريبية، الكابتن مارلو هو نقيب شرطة وليس نقيبًا في قوات الدرك.

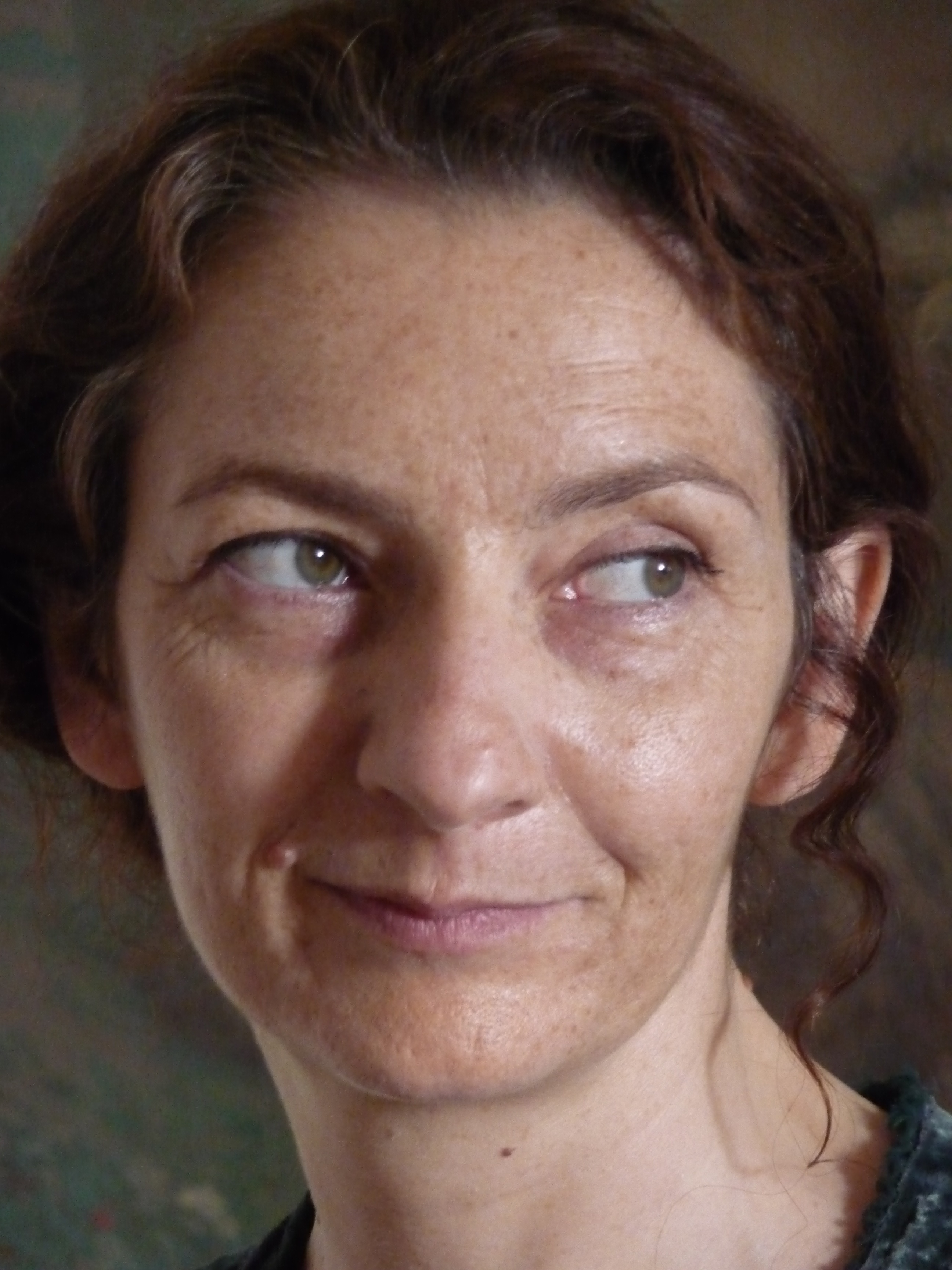
كورين ماسيرو (هنا في عام 2010)، مترجمة الشخصية الرئيسية.

في بلجيكا ، تم بثه منذ ذلك الحين5 سبتومبر 2015 في سويسرا ، يتم بثه من10 سبتومبر 2015 في كندا ، يتم بثه أيضًا على خدمة اسي تو راديو وتلفزيون كندا.

## ملخص
في سلوكياته الكاريكاتورية وأجوائه الساخرة ، يُظهر مارلو مهارات استنتاجية هائلة تسمح له بحل التحقيقات الموكلة إليه. يراقب فرائسه، ويتعقبها، ويفاجئها بشكل غير متوقع. : يتم تنظيم مطاردته في كل حلقة حول شخص مشبوه.

## تحليل
شخصية الكابتن مارلو هي جزء من حركة تنويع التمثيلات النسائية لشخصية المحقق. مارلو نسوية للغاية، تكره الأشخاص الذكوريين، والمتحيزين جنسيًا، والأزواج العنيفين، ومرتكبي الجرائم الجنسية من جميع الأنواع أكثر من أي شيء .
شخصية الكابتن مارلو لها أوجه تشابه قوية مع الملازم كولومبو ، الذي تم ذكره عدة مرات :

## ترحيب

### الجماهير في فرنسا
في عامي 2015 و 2016 ، فشل كابيتان مارلو في التصنيف ضمن احسن 20 جمهورًا لهذا العام,. وفي عام 2017 ، نجح المسلسل في دخول هذا التصنيف وحتى احتلال المرتبة الأولى، محققًا أحد أفضل المشاهدين على القناة لأكثر من عشر سنوات. ثم احتلت السلسلة هذا المركز الأول في 2018  و 2019  و 2020  لكنها احتلت المركز الثالث في 2021 خلف HPI و La Promesse  ، وكانت هذه هي المرة الأولى منذ 2017 التي لم تكن فيها France 3 كذلك. الأول في الترتيب [دقة ضروري]</link> .
- 2017 : جائزة أفضل مسلسل لهذا العام Télé Star وTélé Poche، في مهرجان La Rochelle TV Fiction [13]
- 2018 : جائزة أفضل مسلسل في السنوات الأخيرة – جائزة Télépoche/Téléstar، في مهرجان La Rochelle TV Fiction [14]
- مهرجان الكونياك القطبي 2019 : أفضل مسلسل ناطق بالفرنسية قسم الكوميديا [15]
- مهرجان الكونياك القطبي 2020 : أفضل مسلسل ناطق بالفرنسية قسم الكوميديا [16]